# Galium normanii
Gálium normánii  (лат.) — вид двудольных растений рода Подмаренник (Galium) семейства Мареновые (Rubiaceae). Впервые описан норвежским ботаником Уве Кристианом Далем в 1915 году. Назван по имени ботаника Йоханнеса Нормана, впервые обнаружившего это растение в 1882 году.

## Распространение и среда обитания
Известен из Исландии и с запада Норвегии (коммуна Вега).
Растёт на сухих безлесных пустошах и пастбищах, на почвах с повышенным содержанием извести.

## Ботаническое описание
Многолетнее растение размером 5—15 см.
Листья собраны в мутовки по 7—9 в каждой.
Венчик цветка желтоватый.

## Природоохранная ситуация
Занесён в Красную книгу Норвегии (статус «NT», 2006). Причины уменьшения местного ареала — развитие сельского хозяйства, строительство дорог, выпас скота и так далее.

## Синонимы
Синонимичные названия:
- Galium normanii var. islandicum (Sterner) Á.Löve
- Galium pumilum subsp. islandicum Sterner
- Galium pumilum subsp. normanii (O.C.Dahl) Nordh., nom. inval.